# Trencavel
Die Trencavel (okzitan: trenca avelana = „Nussknacker“; provenz: trencar vel = „schneid hindurch“) waren eine bedeutende Adelsfamilie des Languedoc im Südwesten des heutigen Frankreich. Im Verlauf des 10. bis 13. Jahrhunderts gelangten sie zu beträchtlicher Macht in der Region, indem sie in den Besitz der Vizegrafschaften von Albi, Agde, Nîmes, Carcassonne, Béziers und Razès gelangten. Bernard Aton IV. war der erste der Familie, der mit dem Namen Trencavel bezeichnet wurde.
Sie standen in Rivalität zu den Grafen von Toulouse und erkannten die Oberhoheit der Grafen von Barcelona bzw. der Könige Aragons an, was ihnen eine nahezu autonome Stellung garantierte.
Im 12. Jahrhundert waren die Territorien der Trencavel Zentren der Katharer und wurden dadurch ein Ziel des Albigenserkreuzzuges im Jahr 1209, in dem die Familie ihren gesamten Besitz verlor. 1240 versuchte Raimund II. Trencavel erfolglos, Carcassonne zurückzugewinnen.

fascé de gueules et d’argent, chargé de ravelles de sable. (Das Wappen des Trencavel vor 1247).
fascé de gueules et d’hermine. (Das Wappen des Trencavel nach 1247).
fascé d’or et d’hermine. (Das falsche Wappen).

## Stammliste der Trencavel
Aton I. (Vizegraf von Albi)
1. Bernard Aton I. († 937) (Vizegraf von Albi)
  1. Aton II. († 942) (Vizegraf von Albi)
    1. Bernard Aton II. († 990) (Vizegraf von Albi)
      1. Aton III. (d. 1030) (Vizegraf von Albi)
        1. Bernard Aton III. († 1060) (Vizegraf von Albi)
          1. Raimund Bernard Trencavel († 1074) (Vizegraf von Albi und Nîmes)
            1. Bernard Aton IV. († 1129) (Vizegraf von Albi, Nîmes, Agde, Carcassonne, Béziers und Razès)
              1. Roger I. († 1150) (Vizegraf von Carcassonne und Razès)
              2. Raimund I. von Béziers († 1167) (Vizegraf von Béziers, Carcassonne und Razès)
                1. Cécilie verheiratet mit Graf Roger Bernard I. von Foix
                2. Roger II. Taillefer († 1194) (Vizegraf von Carcassonne, Béziers und Razès)
                  1. Raimund-Roger († 1209) (Vizegraf von Carcassonne, Béziers und Razès)
                    1. Raimund II. Trencavel († 1263)
                      1. Roger III. Trencavel († nach 1269) nahm am Siebten Kreuzzug teil
                      2. Raimund III. Trencavel († 1270)

                3. Beatrix verheiratet mit Graf Raimund VI. von Toulouse
                4. Adeleide verheiratet mit Sicard V. Vizegraf von Lautrec

              3. Bernard Aton V. († 1159) (Vizegraf von Agde und Nîmes)
                1. Bernard Aton VI. († nach 1214) (Vizegraf von Agde und Nîmes)

              4. Ermengarde verheiratet mit Graf Gausfred III. von Roussillon
              5. Ermessende verheiratet mit Rostaing d'Uzès

          2. Frotarius I. (Bischof von Nîmes)

        2. Isabella verheiratet mit Graf Raimund Berengar I. von Barcelona

      2. Frotarius II. (Bischof von Nîmes und Albi)

    2. Frotarius von Cahors (Bischof von Cahors)

  2. Frotarius II. von Albi (Bischof von Albi)
  3. Sicard I. (Vizegraf von Lautrec) Stammvater der Vizegrafen von Lautrec